# Astyochia cloelia
Astyochia cloelia là một loài bướm đêm trong họ Geometridae.